# Francisco Antonio Gutiérrez
Francisco Antonio Gutiérrez y García (León, c. 1762 – Toledo, 11 de noviembre de 1828) fue un compositor y maestro de capilla español.

## Vida
Francisco Antonio Gutiérrez García nació en León, hacia 1762 o 1763. Su educación musical la recibió en la Catedral como infante del coro o colegial, bajo el magisterio de José Ramón Gargallo.

### Magisterio en Segovia
El magisterio de la Catedral de Segovia había quedado vacante tras el fallecimiento de Juan Montón y Mallén a principios de diciembre de 1781, por lo que el cabildo decidió convocar los edictos para el cargo. Las oposiciones se realizaron a distancia, enviando cada uno de los siete candidatos un villancico y un motete. El jurado estaría compuesto por Antonio Rodríguez de Hita, maestro de capilla del Real Monasterio de la Encarnación, y Manuel Mencía, maestro del Monasterio de las Descalzas Reales, ambos activos en Madrid. Los candidatos fueron calificados por Hita de la siguiente manera:
1. José Quiroga, maestro de la Catedral de Orense;
2. Francisco Antonio Gutiérrez;
3. Juan Fernández, natural de León;
4. Vicente Escalante, maestro de capilla de Alicante;
5. Ramón Ferreñac, maestro de la Catedral de Huesca;
6. Baltasar Yuste, músico de Zaragoza.

Mencía colocó en primer lugar a Gutiérrez, «el más sobresaliente», el segundo a Juan Fernández y finalmente el tercero a José Quiroga. El cabildo eligió por voto secreto el 18 de enero de 1783 a Gutiérrez como maestro, con 22 votos a favor y 13 votos para Quiroga.

Ilmo. Señor.
Señor. Nada satisfecho de mí mismo, y del todo confiado en la protección de V. S. I. llego a sus pies con este corto obsequio a ofrecer en él las primicias de mis pobres tareas. Bien conozco que no es una obra digna de sus manos; pero las presentes circunstancias, espero harán disimulables todos sus defectos. No me conduce a los ps. de V. S. I. otro designio que el de manifestarle mi gratitud reconocida, y el de querer desempeñar la obligación de que me hallo. Si estos deseos meren la atención de V. S. I. he conseguido quanto podía apetecer. Por tanto, nada más anhelo que el que V. S. I. se digne proteger esta obrecilla miserable, con lo que quedaré perpetuamente agradecido.
Dios prospere a V. S. I. muchos años.
Ilmo. Señor.
B. L. M. de V. S. I.
Su más rendido y favorecido servidor.
D. Francisco Antonio Gutiérrez
Dedicatoria de Francisco Antonio Gutiérrez en un pliego impreso de villancicos de Navidad, 1783

### Magisterio en Madrid
Permaneció en Segovia diez años, hasta el 2 de enero de 1793, cuando solicitó permiso para presentarse a las oposiciones para el magisterio del Real Monasterio de la Encarnación en Madrid. Se le concedieron quince días; el 2 de marzo informó al cabildo segoviano que había sido nombrado maestro de La Encarnación y el 21 se despidió. Tomó posesión del cargo en Madrid el 9 de abril de 1793.
En Madrid ganó cierta notoriedad como músico, pero sobre todo como reformador de la música y lector. Uno de sus autores preferidos fue Dell’ origine e delle regole della musica (1774) de Antonio Eximeno, que Gutiérrez decidió traducir, comenzando en 1790. En 1795, con la obra traducida y sin encontrar un editor, decidió solicitar patrocinio a Godoy, al que quiso dedicar la obra, pero que este rechazó. La obra, con el título Del Origen y reglas de la música, con la historia de su progreso, decadencia y restauración. Obra escrita en italiano por el abate D. Antonio Eximeno. Y traducida al castellano por D. Francisco Antonio Gutiérrez, capellán de S. M. y Maestro de Capilla del real convento de religiosas de la Encarnación de Madrid, se editó en tres tomos en 1796 en Madrid, en la Imprenta Real. El juez conservador de la Imprenta Real, Juan Facundo Caballero, elogió el trabajo de Gutiérrez: «que la traducción está ejecutada con bastante precisión y claridad, y a veces con elegancia y delicadeza: y por esto le parece muy digno de apreciar y fomentarse el celo del traductor, que quiere enriquecer nuestra lengua con esta producción maestroa, la cual enseñará las verdaderas reglas de su arte a nuestros compositores músicos [...]». La publicación provocó apasionadas discusiones sobre la teoría de Eximeno en el Diario de Madrid, en las que participó Gutiérrez de forma anónima.

### Magisterio en Toledo
El 28 de septiembre de 1799 fue nombrado maestro de capilla de la Catedral de Toledo, Primada de España, uno de los cargos más prestigiosos del país. Tomó posesión el 11 de diciembre y ese mismo año ya compuso villancicos de Navidad. El cabildo toledano dio señal del aprecio al maestro Gutiérrez cuando el mismo día de la toma de posesión le adelantó nueve mil reales de vellón a cuanta de su beneficio. En 1800 el cardenal arzobispo, Francisco de Lorenzana, dispuso que la música de Gutiérrez fuese recompensada con dos reales de vellón por cada hoja de borrador y real y medio por cada una de las de copia o parte suelta; hacia finales de agosto de 1802, Gutiérrez había escrito 1147 hojas, recibiendo 2294 reales, además de lo recibido por las copias.
En 1825 se nombró a Juan Cuevas Perales como sucesor de Gutiérrez, por lo que es de suponer que el maestro había enfermado, de forma que le impidiese realizar su trabajo. Permanecería en Toledo hasta su fallecimiento, el 11 de noviembre de 1828, a la una de la noche.

## Obra
El musicólogo Soriano Fuentes comentaba de la obra de Gutiérrez:

De D. Francisco Antonio Gutiérrez existen composiciones muy superiores; entre ellas una secuencia de difuntos, que revela su gran genio, especialmente en un verso en que la buena aplicación de las trompas, oboes, y un clarín de armonía producen un efecto encantador.

Gutiérrez da muestras de la implantación en España del Clasicismo y el abandono de las convenciones musicales del Barroco, como el bajo continuo. Capdepón Verdú lo caracteriza por «su orquestación intenta explotar las posibilidad expresivas y tímbricas de los respectivos instrumentos; la amplia gama de matices dinámicos, indicados por el propio compositor, así como el equilibrio entre lo vocal y lo instrumental, muestra asimismo la preocupación de compositores como Gutiérrez por adaptar su lenguaje musical a la corriente clasicista imperante en Europa».
En el pliego de villancicos de Navidad de 1783, compuesto al parecer durante su estancia en Segovia, el último villancico es para los infantes del coro e imitaba el canto del gorrión, el pavo, la golondrina, el grajo, el cuclillo, la gallina, el papagayo, la paloma, el pollo, el gallo, la cotorra y el zumbido del abejorro. El villancico termina con la copla:

Solo:

Yo que despierto me hallo,

Avisaré, pues soy gallo,

Que es hora de mi misa,

Pues ya oí:

Quiquiriquí, quiquiriquí.

Coro:

Ay que risa...

La obra de Gutiérrez se encuentra principalmente en el Real Monasterio de Montserrat, con el resto del archivo del Monasterio de la Encarnación, que se trasladó allí en 1932 tras una venta irregular de los fondos. El archivo de Montserrat no ha sido catalogado o publicado. Numerosas otras obras se conservan en la Catedral de León, la de Segovia y el Monasterio de Guadalupe. Entre ellos, seis misas, tres credos, tres magníficats, dos himnos (Ave Maris Stella, Te Ioseph celebrant), catorce lamentaciones, diversos otros salmos, misereres, villancicos al nacimiento, al Santísimo y a la Inmaculada, arias y otras composiciones.